# Talisia guianensis
Talisia guianensis är en kinesträdsväxtart som beskrevs av Jean Baptiste Christophe Fusée Aublet. Talisia guianensis ingår i släktet Talisia och familjen kinesträdsväxter. Inga underarter finns listade i Catalogue of Life.